# Azaghar N'Irs
Azaghar N'Irs (àrab أزغار نيرس) és una comuna rural de la província de Taroudant de la regió de Souss-Massa. Segons el cens de 2014 tenia una població total de 4.748 persones.